# Labrocerus obscurus
Labrocerus obscurus là một loài bọ cánh cứng trong họ Dermestidae. Loài này được Blackburn in Blackburn & Sharp miêu tả khoa học năm 1885.